# Ка, Амината Майга
Рохая Амината Майга Ка (фр. Aminata Maïga Ka; 11 января 1940, Сен-Луи, Французская Западная Африка — 9 ноября 2005, Гран-Йофф, департамент Дакар, Сенегал) — сенегальская писательница, политик, дипломат.

## Биография
Родилась в мусульманской семье врача-сонгайца, её мать была представителем народа фульбе. С детства говорила на французском, языках фула, волоф и бамана.
Образование получила сперва на родине, затем в лицее «Eaux Claires» в Гренобле во Франции, Дакарском университете, где получила степень магистра английского языка и университетах Сан-Франциско и Айова-Сити (США).
Учительствовала, но после прохождения дальнейшего обучения в Великобритании, занимала различные должности высокого уровня как в ЮНЕСКО, так и в правительстве Сенегала.
Работала в Министерстве национального образования и Государственном секретариате по делам женщин. Занимала должность атташе по культурным вопросам в посольстве Сенегала в Риме, была заместителем представителя Сенегала в Продовольственной и сельскохозяйственной организации ООН и гуманитарной организации Всемирная продовольственная программа (1992—1995).
Политик, член ЦК Социалистической партии Сенегала (с 1991). Была вице-президентом ассоциации писателей Сенегала.
Сотрудничала с Аминатой Сов Фалль и Мариамой Ба.

## Творчество
Писала на французском языке. Дебютировала в 1985 году с рассказом «La Voie du Salut — Miroir de la Vie», в 1985 году последовали «En votre nom et au mien» (1989) и «Brisures vies» (1998) и другие произведения, посвящённые положению женщин в Сенегале, жизни бедняков.